# Cleptes metallicorpus
Cleptes metallicorpus  (лат.) — вид ос-блестянок рода Cleptes из подсемейства Cleptinae.

## Распространение
Восточная Азия: Китай (Shaanxi, Zhejiang, Guangdong) и Корея. Встречаются с мая по июль.

## Описание
Среднего размера осы-блестянки, длина 6,7—9,7 мм. Тело почти полностью синеватого цвета, с металлическим блеском (включая брюшко и ноги, кроме буроватых лапок). Усики буровато-чёрные. 
Пронотум сужается кпереди. У самок 4 видимых тергита (у самцов пять).
Таксон Cleptes metallicorpus был впервые описан в 2011 году корейскими энтомологами (Hyeong Hwa Haa, Jong Wook Leeb, Jeong-Kyu Kima, 2011) и принадлежит к видовой группе asianus species-group. Валидный видовой статус был подтверждён в 2013 году в ходе ревизии местной фауны  китайскими энтомологами Н. Вейем и З. Ксю (Na-sen Wei, Zai-fu Xu; Department of Entomology, College of Natural Resources and Environment, South China Agricultural University, Гуанчжоу, Китай) и итальянским гименоптерологом Паоло Роза (Paolo Rosa; Бернареджо, провинция Монца-э-Брианца, Италия).